# Homa Nategh
Homa Nategh (geboren 1. März 1934 in Urmia, Iran; gestorben 1. Januar 2016 in Arrou, Frankreich) war eine iranische Historikerin und Professorin für Geschichte an der Universität von Teheran und an der Sorbonne Nouvelle in Paris. Sie war eine der bekanntesten und produktivsten Historiker für die Kadscharen-Zeit des Iran. Sie engagierte sich während der iranischen Revolution von 1979, ging aber in Folge der Kulturrevolution 1982 nach Paris ins Exil.

## Leben
Homa Nategh stammte aus einer gebildeten Familie. Ihr Vater Naseh Nategh, ein Ingenieur und Literat, war in Frankreich ausgebildet worden. Sein Vater, Nateghs Großvater, war Aktivist während der Konstitutionellen Revolution von 1906 bis 1909 gewesen. Nach ihrer Schulzeit in Teheran ging Homa Nategh 1955 mit einem Stipendium nach Europa, um französische Literatur an der Universität Grenoble und an der Sorbonne in Paris zu studieren. 1956 heiratete sie Nasser Pakdaman.
1959 wechselte Nategh zu den Studienfächern Geschichtswissenschaft und Geographie des Mittleren Ostens. Ihr Studium schloss sie 1960 mit einem Diplom der INALCO ab. 1965 erwarb sie als ersten Schritt zur Promotion das DEA in Geschichte über unveröffentlichte Dokumente zu Dschamal ad-Din al-Afghani, einen politischen Aktivisten und islamischen Theoretiker des 19. Jahrhunderts. 1967 promovierte sie bei Marcel Colombe über das Thema moderner Islam und Dschamal ad-Din al-Afghani. Die Dissertation wurde zwei Jahre später unter ihrem Ehenamen veröffentlicht. Alle weiteren Veröffentlichungen erschienen unter ihrem Geburtsnamen.
In den frühen 1960er-Jahren wurde Nategh politisiert und trat als eine der ersten Frauen dem Weltverband iranischer Studenten (Confederation of Iranian Students) bei, einer linken Organisation in Opposition zum Schah-Regime. Zu dieser Zeit war aus Nateghs Sicht eine Analyse der Situation der Frauen im Iran nicht notwendig.
1968 kehrte Nategh nach Teheran zurück. Ab 1969 lehrte sie Geschichte an der Teheraner Universität. 1973/74 hatte sie eine Gastprofessur in Princeton inne. Sie übersetzte mehrere Bücher ins Persische und veröffentlichte eine Reihe von Artikeln über Dokumente der Kadscharen-Zeit. Da sie in ihren historischen Arbeiten die Babi-Bewegung des 19. Jahrhunderts als fortschrittlich und revolutionär bezeichnete, forderten islamische Fundamentalisten ihre Entlassung von der Teheraner Universität. Ihre historischen Arbeiten veröffentlichte sie als Sammlung mit dem Titel Az mast keh bar mast (Wir ernten, was wir säen). In diesen Artikeln analysierte sie die Geistesgeschichte während der Kadscharen-Periode und kritisierte die religiösen Angriffe auf kritisches Denken und Modernität. Das Buch brachte traditionsbewusste Gelehrte gegen sie auf und in nationalen Zeitungen erschienen sie verleumdende Artikel.
1976 veröffentlichte Nategh zusammen mit einer Einleitung eine neue Edition der historischen Zeitung Qanun (Das Recht), die der ehemalige Diplomat und Dissident Mirza Melkum Khan von 1890 bis 1907 in London herausgegeben hatte. Zusammen mit Fereydun Adamiyat gab sie 1977 eine wichtige Sammlung von Dokumenten der Sozialgeschichte aus der Kadscharen-Periode heraus, die unveröffentlichte Manuskripte zum sozialen, politischen und ökonomischen Denken umfasste, worin unter anderem zum ersten Mal die Pionierin der iranischen Frauenbewegung Bibi Khanum Astarabadi in einer historiographischen Abhandlung erwähnt wurde. Aufgrund der konsequenten Quellenarbeit dieser Veröffentlichung wird ihr zugeschrieben, die iranische Historiographie zusammen mit Fereydun Adamiyat komplett transformiert zu haben.
Nategh engagierte sich für den 1977 wiederbelebten iranischen Schriftstellerverband. Der Verband organisierte im Herbst 1977 zur politischen Mobilisierung eine Reihe von Vortragsveranstaltungen, die zu Straßendemonstrationen führten. Die Regierung verbot die Veranstaltungen des Verbands und verhaftete Nategh zusammen mit dem bekannten Dichter Na’mat Mir-Zadeh. Nach der polizeilichen Befragung wurden die beiden von Agenten des iranischen Geheimdienstes Savak zusammengeschlagen.
Als 1978 die iranische Revolution begann, trat Nategh mehreren revolutionären Organisationen bei, darunter der marxistisch-leninistischen Volksfedajin-Guerilla Iran. Sie war eine der Gründungsfrauen der National Union of Iranian Women (1979–1982). Zu Beginn der Revolution hielt sie zahlreiche Reden und rief in verschiedenen Hochschulen und Regierungsorganisationen zu Widerstandsaktionen auf. Diese Aktivitäten bereute sie später, wie sie 2003 in einem Artikel in der in London erscheinenden Exilzeitschrift Kayhan schrieb.
1980 begann eine als Kulturrevolution bezeichnete politische Kampagne, mit der die Hochschulen islamisiert und zu diesem Zweck liberale und linke Dozentinnen und Dozenten entlassen wurden, was 1981 auch Nategh traf. Im November 1981 wurde sie verhaftet, weil sie gegen den Schleierzwang eintrat. Nach ihrer Freilassung gingen Nategh und ihr Mann 1982 nach Paris ins Exil. Von da an nahm ihr politisches Engagement allmählich ab.
Von 1984 bis 1995 war sie Professorin, danach bis 2005 Dozentin für iranische Studien an der Sorbonne Nouvelle. 1987 gründete sie die Literaturzeitschrift Dabireh. Darüber hinaus veröffentlichte sie Artikel und Bücher.
2016 starb Nategh, nachdem sie mehrere Jahre an Alzheimer gelitten hatte.

## Auszeichnungen
- 2005 Ehrendoktor vom Institut national des langues et civilisations orientale (INALCO)[1]
- 2017 wurde in der tadschikischen Hauptstadt Duschanbe eine nach Homa Nategh benannte Bibliothek eröffnet.[18]

## Veröffentlichungen (Auswahl)

### Auf Französisch
- Homa Pakdaman: Djamāl-ed-din Assad Abādi dit Afghāni. Maisonneuve e Larose, Paris 1969.
- Homa Nategh: L'influence de la Révolution française en Perse (XIXe et début du XXe siècle). In: Cahiers d’études sur la Méditerranée orientale et le monde turco-iranien. Nr. 12, 1991, S. 117–129 (persee.fr).
- Homa Nategh: Le grand enfermement. In: Élizabeth Paquot (Hrsg.): Terre des femmes. Panorama de la situation des femmes dans le monde. La Découverte/Maspero, Paris 1983, ISBN 2-7071-1371-9, S. 155–160.
- Homa Nategh: Les Français en Perse. Les écoles religieuses et séculières, 1837-1921. L'Harmattan, Paris 2014, ISBN 978-2-343-03968-8.

### Auf Englisch
- Homa Nategh: Women: the Damned of the Iranian Revolution. In: Rosemary Ridd, Helen Callaway (Hrsg.): Women and political conflict. Portraits of struggle in times of crisis. New York University Press, New York 1987, ISBN 0-8147-7398-2, S. 45–60.

### Auf Persisch
- Homa Nategh: As mâst ké bar mâst. Âgâh, Teheran 1975 (Titel lautet sinngemäß: „Wir ernten, was wir säen“. Sammlung von Artikeln über Schriften der Kadscharen-Zeit.).
- Homa Nategh: Rahâ’y-e Zanân az Rahâ’y-e Zahmatkeshân Jodâ Nist. In: Kayhan. März 1979, S. 12 (Titel lautet sinngemäß: „Die Emanzipation der Frauen ist nicht getrennt von der Emanzipation der Arbeitenden“).
- Homa Nategh: Negâhi beh Barkhi Neveshteh-h^va Mobârezat-e Zanân dar Dowrân-e Mashrutiyat. In: Ketâb-e Jom'eh. 14. März 1980, S. 45–54 (Titel lautet sinngemäß: „Ein Bericht zu einigen der Schriften und dem Kampf der Frauen in der konstitutionellen Phase“).
- Homa Nategh: Mas'aleh-ye Zan dar Barkhi az Modavvanât-e Chap az Nehzat-e Mashruteh tâ 'Asr-e Reza Khân. In: Zamân-e Nou. Nr. 1, 1983, S. 10 (Titel lautet sinngemäß: „Die Frauenfrage in einigen Schriften der Linke von der konstitutionellen Bewegung bis zur Ära Reza Khan“).
- Homa Nategh: Kārnāma wa zamāna-i Mīrzā Ridā Kirmānī. Hafiz, Bonn 1984 (Titel lautet sinngemäß: „Schaffen und Epoche Mirza Reza Kermanis“).
- Homa Nategh: Bāzargānān dar dād wa sitad bā Bānk-i Šāhī wa rižī-i tanbākū. Intišārāt-i Tūs, Teheran 1994 (Titel lautet sinngemäß: „Die Kaufleute: Die Imperiale Bank und die Kontrolle des Tabak 1890–1914“).